# Claude Wagner (ébéniste)
Pour les articles homonymes, voir Claude Wagner et Wagner.
Claude Wagner (ou Wagener ; 1775 - Paris, 25 avril 1832) est un ébéniste français, élève de Georges Jacob.
En 1811, la Société d'encouragement lui décerna une médaille d'argent pour avoir mis au point un vernis.